# Letaba
Letaba là một chi bướm đêm thuộc họ Noctuidae.

## Loài
- Letaba noa Dyar, 1912